# Phyllonorycter tritaenianella
Phyllonorycter tritaenianella är en fjärilsart som först beskrevs av Victor Toucey Chambers 1871.  Phyllonorycter tritaenianella ingår i släktet guldmalar, och familjen styltmalar. Inga underarter finns listade i Catalogue of Life.